# Massimo Camisasca
Massimo Camisasca (Milán, 3 de noviembre de 1946) es un obispo y escritor italiano.

## Biografía
Massimo Camisasca fue ordenado sacerdote en 1975. El encuentro que marcó su vida tuvo lugar a los catorce años, en el Liceo Berchet, donde conoció a Luigi Giussani. Responsable primero de Gioventù Studentesca y después del movimiento Comunión y Liberación.
A partir de 1981, durante muchos meses, condujo el programa de radio Parole di vita, que pasó a convertirse en uno de los programas más famosos de la radio italiana. Ha sido profesor de Filosofía en varios institutos, en la Universidad Católica de Milán y la Universidad Pontificia Lateranense en Roma. De 1993 a 1996 fue vicepresidente del Instituto Pontificio Juan Pablo II, dedicado a los Estudios sobre el Matrimonio y la Familia. Fue el fundador de la Fraternidad Sacerdotal de los Misioneros de San Carlos Borromeo, de la que es superior general. 
Ha escrito numerosos ensayos y libros, así como la historia del movimiento Comunión y Liberación en tres volúmenes.
El 29 de septiembre de 2012 fue elegido obispo de Reggio Emilia-Guastalla por el papa Benedicto XVI.

## Obras en español
- Massimo Camisasca (2002). Comunión y Liberación/1. Los orígenes (1954-1968). Encuentro. ISBN 84-7490-659-8.
- Massimo Camisasca (2004). Comunión y Liberación/2. La reanudación (1969-1976). Encuentro. ISBN 84-7490-738-1.
- Massimo Camisasca (2007). Comunión y Liberación/3: El reconocimiento (1976-1984). Encuentro. ISBN 9788474908671.
- Massimo Camisasca (2005). El desafío de la paternidad. Reflexiones sobre el sacerdocio.. Encuentro. ISBN 84-7490-132-4.
- Massimo Camisasca (2007). Pasión por el hombre. Pasos de la misión cristiana. Encuentro. ISBN 9788474908596.
- Massimo Camisasca (2010). Padre. ¿Seguirá habiendo sacerdotes en la Iglesia del futuro. Encuentro. ISBN 9788474908596.